# Hors-piste
Ne doit pas être confondu avec Ski de randonnée, Ski de pente raide, Ski freestyle ou Ski de fond.

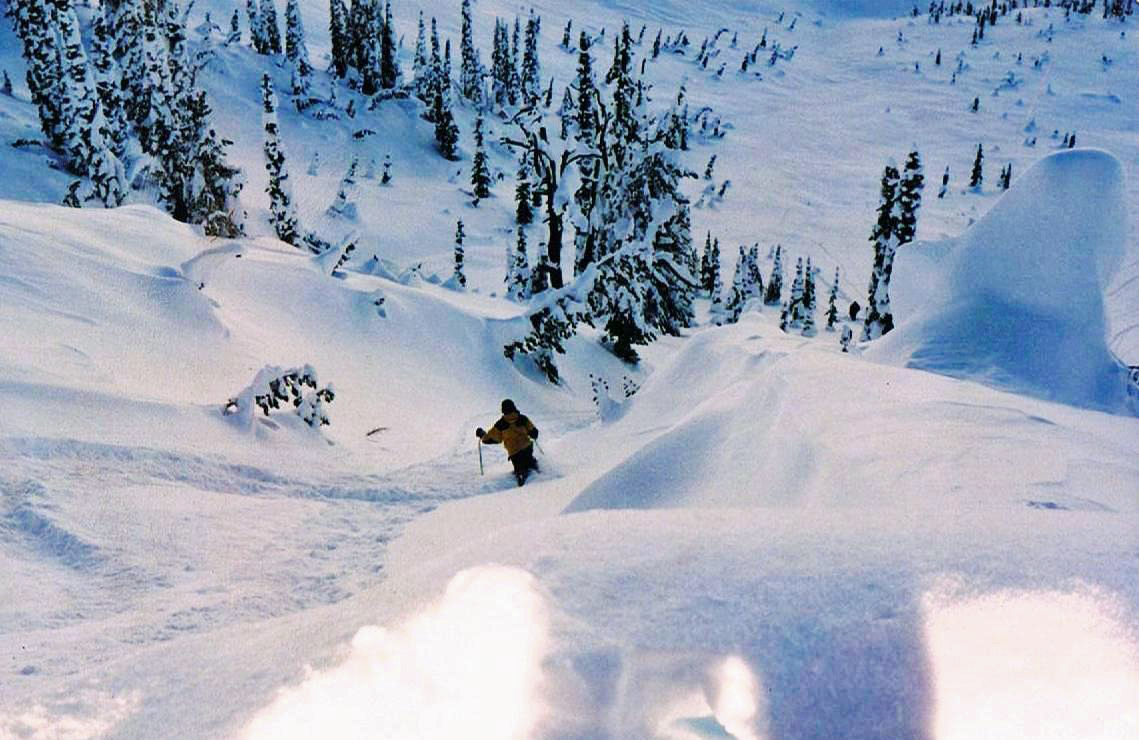
Descente en ski hors-piste dans les montagnes Rocheuses.

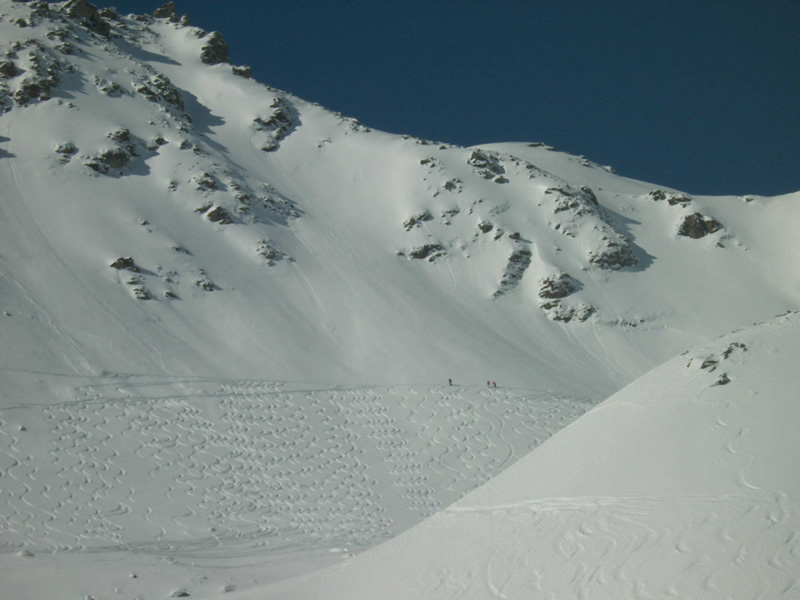
Traces de ski hors-piste.

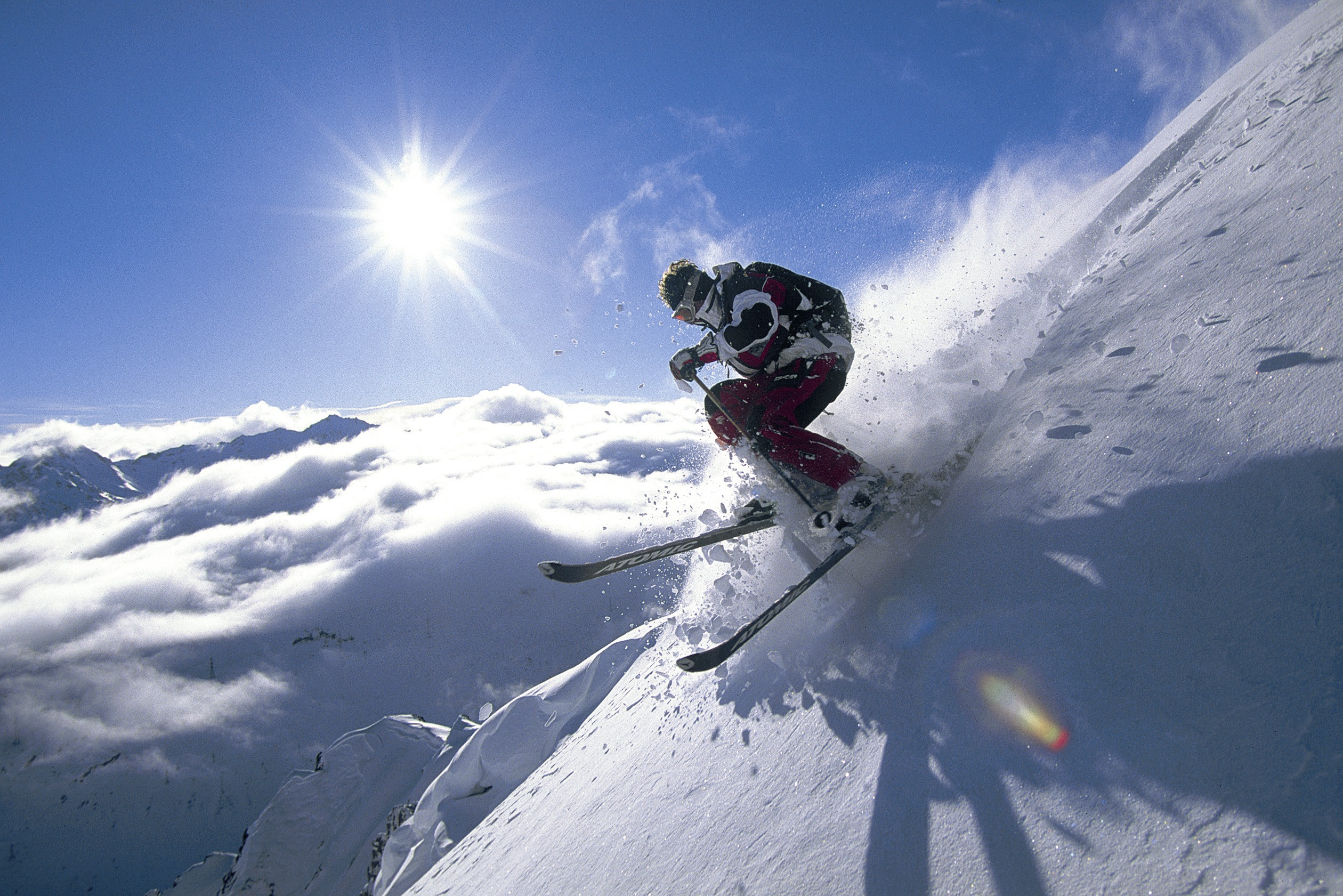
Évolution en poudreuse hors-piste.

Le hors-piste (ou, dans sa version extrême, le ski freeride ou encore freeriding) est la pratique de descente à ski sur des pentes enneigées non damées, en dehors des itinéraires balisés ou surveillés d'une station de ski, des pistes de ski, après avoir utilisé pour la montée des structures ou des engins mécanisés (remontées mécaniques, héliportage, motoneige, ...), pour déboucher soit sur une piste ouverte, soit sur un départ de remontée mécanique, soit sur un point de reprise de transport (ex : arrêt de bus, hélisurface, parking).
Le hors-piste peut également être pratiqué en snowboard.

## Pratique
À la portée du plus grand nombre, le ski hors-piste traditionnel, de la famille du ski alpin, se pratique à l'intérieur d'un domaine skiable (ex : entre deux pistes, dans un secteur vierge dit zone de transition), sur des pentes non travaillées ou dans des vallons périphériques vierges. Il peut également être pratiqué loin des stations, privilégiant l'isolement et l'évolution en pleine nature.
Avec l'amélioration du matériel et l'audace de précurseurs à la recherche de sensations nouvelles, le ski hors-piste a évolué pour devenir une discipline à part entière, à la philosophie différente, extrême par son engagement, nécessitant une technique maîtrisée et un équipement spécifique : le ski freeride.
Avec l'héliportage, et sous réserve alors de se conformer à la réglementation propre à chaque pays, il peut se pratiquer dans des massifs préservés de tout équipement.
Le hors-piste se définit par son terrain de pratique et ne doit pas être confondu avec certaines disciplines du ski pratiquées sur le même terrain :
- le ski de randonnée et le ski de randonnée nordique, qui n'utilisent pas d'engins mécanisés, ou partiellement (freerando) ;
- le ski freestyle backcountry, qui consiste à faire, hors-piste, des figures acrobatiques et, plus généralement, le freeski (freestyle + freeride) ;
- le ski de pente raide qui est la version historique et ultime du ski extrême, par son engagement, la prise de risque et l'environnement parfois hostile (haute montagne) ;
- le ski de fond qui n'utilise pas d'engins mécanisés à l'exception de ceux nécessaires pour l'entretien des pistes.

En quittant les pistes fréquentées et en évoluant sur des pentes de neige poudreuse non damées, le hors-piste permet de trouver rapidement des sensations proche de la nature, à l'écart de la foule des skieurs. Ainsi il procure, selon les caractéristiques du manteau neigeux, de l'environnement et du niveau technique du pratiquant, un agréable sentiment de réalisation de soi et de plénitude.

## Sécurité

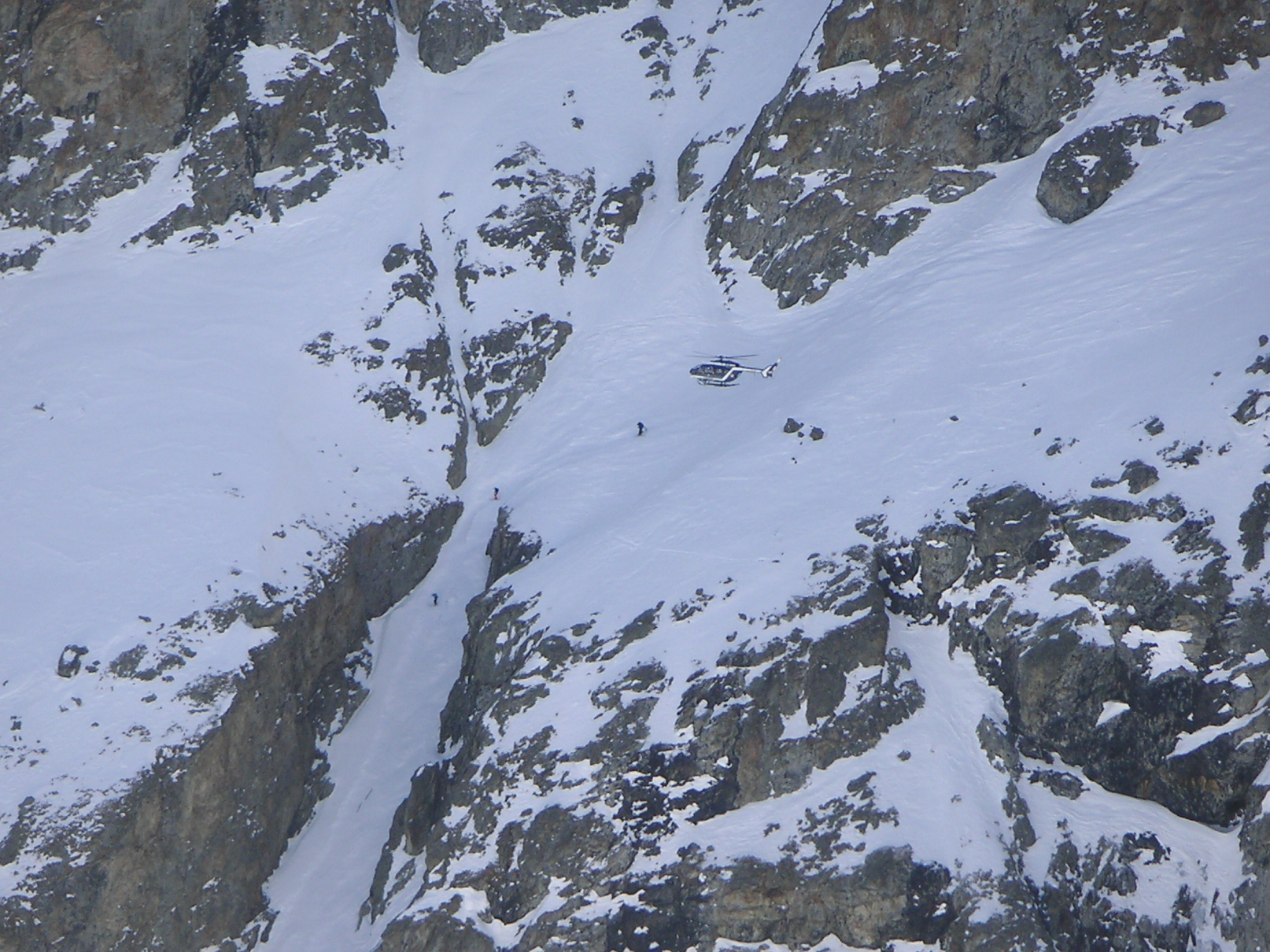
Skieurs hors-piste engagés dans un couloir à La Grave, survolés par un hélicoptère de la gendarmerie

Les principaux dangers du ski hors-piste sont :
- les caractéristiques du milieu naturel :
  - les obstacles : rochers, arbres, souches, etc.,
  - les trous : aven, crevasse,
  - les barres rocheuses : falaise, torrent, ravine, etc. ;
- l'imprévisibilité du manteau neigeux :
  - son instabilité, avec les avalanches,
  - sa qualité : neige profonde, croûte, tôle, grattons, soupe, etc. ;
- l'isolement en cas d'accident, la difficulté pour donner l'alerte et être localisé ;
- l'égarement, notamment par mauvaise visibilité (brouillard, chute de neige, etc.).

La pratique du ski hors-piste nécessite un bon niveau de ski, une bonne connaissance du milieu, l'expérience de la montagne hivernale, de la prudence et de l'humilité. Les principaux conseils de sécurité sont donc :
- ne jamais sortir seul en montagne ; se munir d'un téléphone est recommandé mais ne garantit pas une liaison permanente avec ses proches ;
- porter un casque, une protection dorsale ;
- s'informer du risque d'avalanche :
  - acquérir une bonne connaissance en nivologie et météorologie par une pratique régulière : on  déplore régulièrement des victimes plus ou moins conscientes des risques encourus,
  - s'équiper des éléments adaptés : balise de détection (ex: ARVA ou DVA), pelle, sonde, sac ABS... et savoir s'en servir,
  - le respect des distances entre skieurs ;
- ne jamais s'engager sur un terrain hors-piste inconnu parcouru de traces qui peuvent déboucher sur des pentes exposées aux avalanches, barres rocheuses, etc. ;
- tenir compte, avec prudence, de l'état du manteau neigeux :
  - prendre garde à sa fragilisation, de surcroît après le passage de plusieurs skieurs,
  - évaluer son évolution due aux facteurs météorologiques (écarts de température, ensoleillement, vent, hygrométrie, etc) ;
- sur glacier ou zone karstique avérée, porter un baudrier.

Dans certains pays, le ski hors-piste en périphérie du domaine skiable est illégal,.

## Aspect commercial
En France, de nombreuses stations de ski mettent en avant le ski hors-piste comme argument de vente, en l'encadrant et en organisant des stages d'information et de formation,. Ces stages portent  désormais le label freeride, ce qui attire une clientèle de plus en plus jeune et réceptive aux nombreuses vidéos mises en ligne sur internet mettant en vedette les meilleurs spécialistes de la discipline, souvent sponsorisés par de grandes marques.

## Compétitions
Une compétition internationale, le Freeride World Tour, confronte chaque année les meilleurs spécialistes du ski ou du snowboard hors-piste sur une demi-douzaine de domaines dans le monde.

## Principaux sites de pratique du hors-piste/Freeride
| Pays       | Nom du site                             | Commentaires |
| ---------- | --------------------------------------- | --- |
| Autriche   | Fieberbrunn                             | |
| Canada     | Whisler Mountain                        | |
| États-Unis | Crystal Mountain                        | |
| États-Unis | Kirkwood                                | |
| France     | La Grave au pied de La Meije            | Village dont l'unique remontée mécanique, un téléphérique, ne donne accès qu'à un domaine skiable entièrement hors-piste.          |
| France     | La Vallée Blanche à Chamonix-Mont-Blanc | Itinéraire hors-piste de plus ou moins quatre heures. Accès par le téléphérique de l'Aiguille du Midi, sur réservation.            |
| France     | Val-d'Isère                             | Un des plus vastes domaines de ski hors-piste et ski de randonnée au monde, où l'enneigement est presque assuré de novembre à mai. |
| Italie     | Vallée d'Aoste                          | |
| Russie     | Krasnaïa Poliana                        | Station du Caucase spécialisée dans l'héliski                                                                                      |
| Suisse     | St-Moritz                               | Étape du Freeride World Tour en 2011                                                                                               |
| Suisse     | Verbier                                 | Dans le domaine des 4 vallées (exemple : le vallon d'Arby, Leyteygeon)                                                             |
| Suisse     | Zermatt                                 | |